# Kielary
Kielary (deutsch Kellaren) ist ein nicht mehr existenter Ort in der polnischen Woiwodschaft Ermland-Masuren. Er liegt im Gebiet der Gmina Stawiguda (Landgemeinde Stabigotten) im Powiat Olsztyński (Kreis Allenstein).

## Geographische Lage
Kielary war ein Ort am Nordufer des Kellaren-Sees (polnisch Jezioro Kielarskie) im Westen der Woiwodschaft Ermland-Masuren, neun Kilometer südlich der Kreisstadt Olsztyn (deutsch Allenstein).

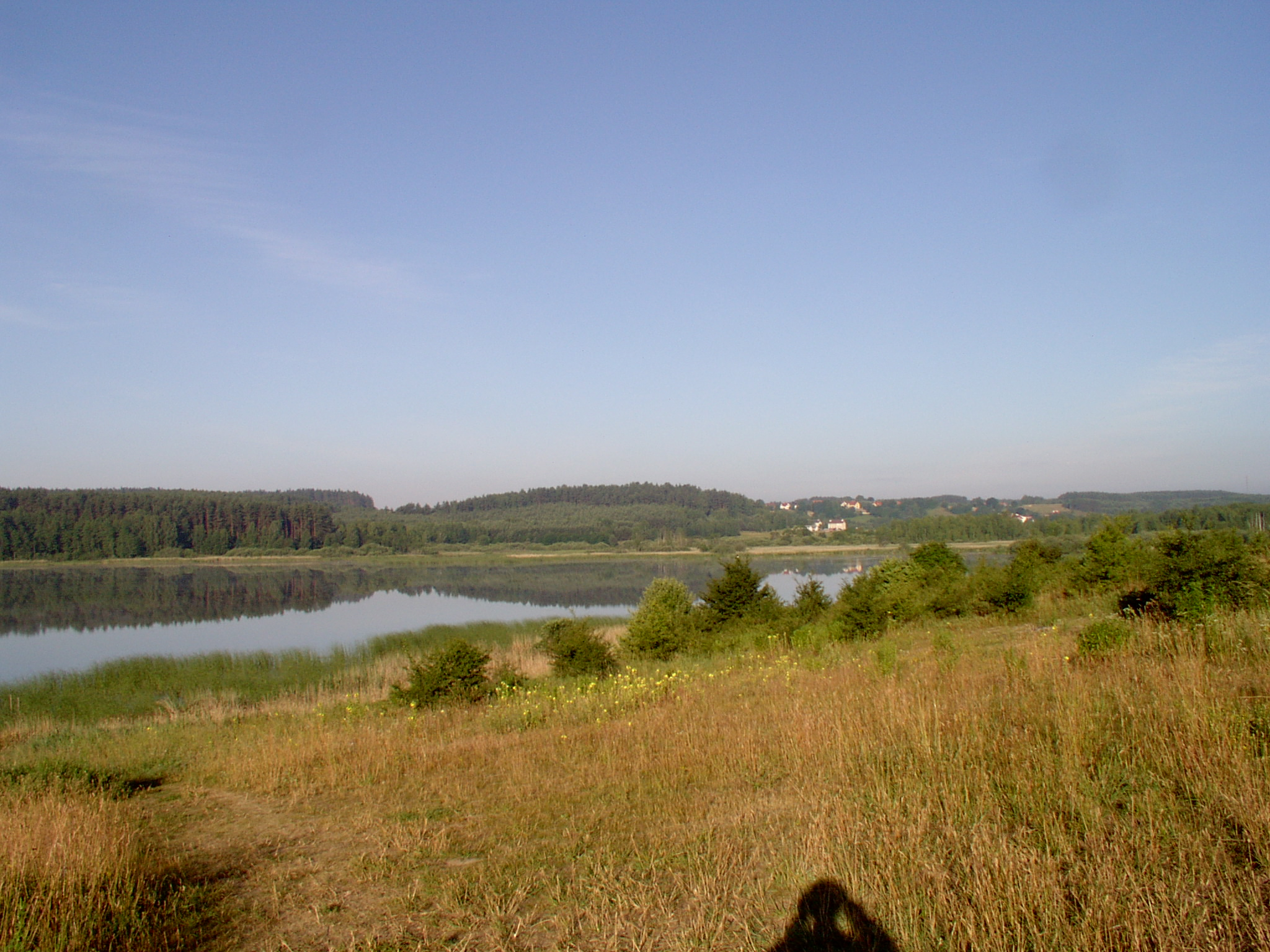
Blick auf den Jezioro Kielarskie

## Geschichte

### Ortsgeschichte
Der Gutsort Kellaren wurde 1351 gegründet. Im Jahre 1375 erhält Johannes Kelarski Land zu Besiedlung und am 19. August 1424 Niclos Warkey die Handfeste, die am 30. April 1519 auf Bitten der Vasallen Mathias und Paul erneuert wurde.
Im Jahre 1820 hatte das adlige Gut Kellaren sechs Feuerstellen bei 48 Einwohnern. Eine Volkszählung am 3. Dezember 1861 ergab fünf Wohngebäude mit 91 Einwohnern, von denen elf evangelischen und 80 römisch-katholischen Bekenntnisses sowie elf Einwohner deutscher Sprache und 80 polnischer Sprache waren.
Am 7. Mai 1874 wurde der Gutsort Kellaren Amtsdorf und damit namensgebend für einen Amtsbezirk im Kreis Allenstein im Regierungsbezirk Königsberg (ab 1905 Regierungsbezirk Allenstein) in der preußischen Provinz Ostpreußen. Im Jahre 1910 zählte Kellaren 81 Einwohner.
Am 17. Oktober 1928 wurde der Gutsbezirk Kellaren unter Aufgabe seiner Eigenständigkeit in die Landgemeinde Reußen (polnisch Ruś) eingegliedert.

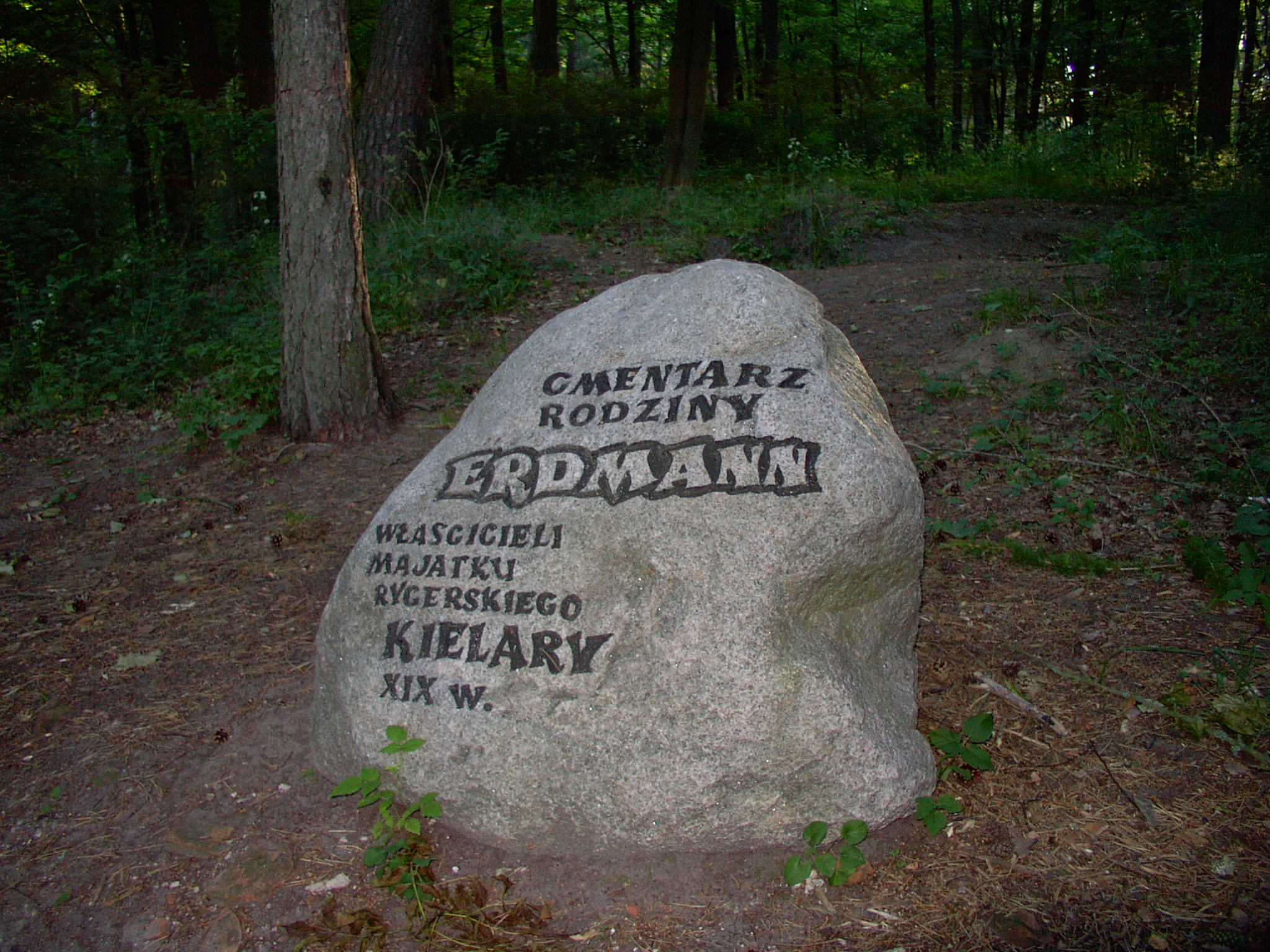
Friedhofs-Gedenkstein in Kielary

Mit der Überstellung des gesamten südlichen Ostpreußen 1945 in Kriegsfolge an Polen erhielt Kellaren die polnische Namensform „Kielary“. Er wurde aber wohl nicht mehr besiedelt, denn sein Name verschwand bald aus den offiziellen Verzeichnissen. Heute liegt die kaum noch erkennbare Ortsstelle im Gebiet der Gmina Stawiguda (Landgemeinde Stabigotten) im Powiat Olsztyński (Kreis Allenstein). Ein Gedenkstein erinnert an den Ort Kielary und seinen einstigen Friedhof.

### Amtsbezirk Kellaren (1874–1945)
Der Amtsbezirk Kellaren bestand ursprünglich aus vier, am Ende nur noch aus zwei Orten:
| Deutscher Name                        | Polnischer Name | Anmerkungen                                                      |
| ------------------------------------- | --------------- | ---------------------------------------------------------------- |
| Ganglau                               | Gągławki        |                                                                  |
| Kellaren                              | Kielary         | 1928 in die Landgemeinde Reußen eingegliedert                    |
| Kolpacken                             | Kołpaki         | 1889 nach Groß Trinkhaus im Amtsbezirk Klaukendorf eingegliedert |
| Reußen                                | Ruś             |                                                                  |
| (ab 1878:) Zasdrosz 1935–1945 Neidhof | Zazdrość        | 1928 in die Landgemeinde Reußen eingegliedert                    |

## Kirche
Bis 1945 war Kellaren in die evangelische Kirche Allenstein (polnisch Olsztyn) in der Kirchenprovinz Ostpreußen der Kirche der Altpreußischen Union, außerdem in die römisch-katholische Kirche (Groß) Bertung (polnisch Bartąg) im damaligen Bistum Ermland eingepfarrt.

## Archäologische Funde

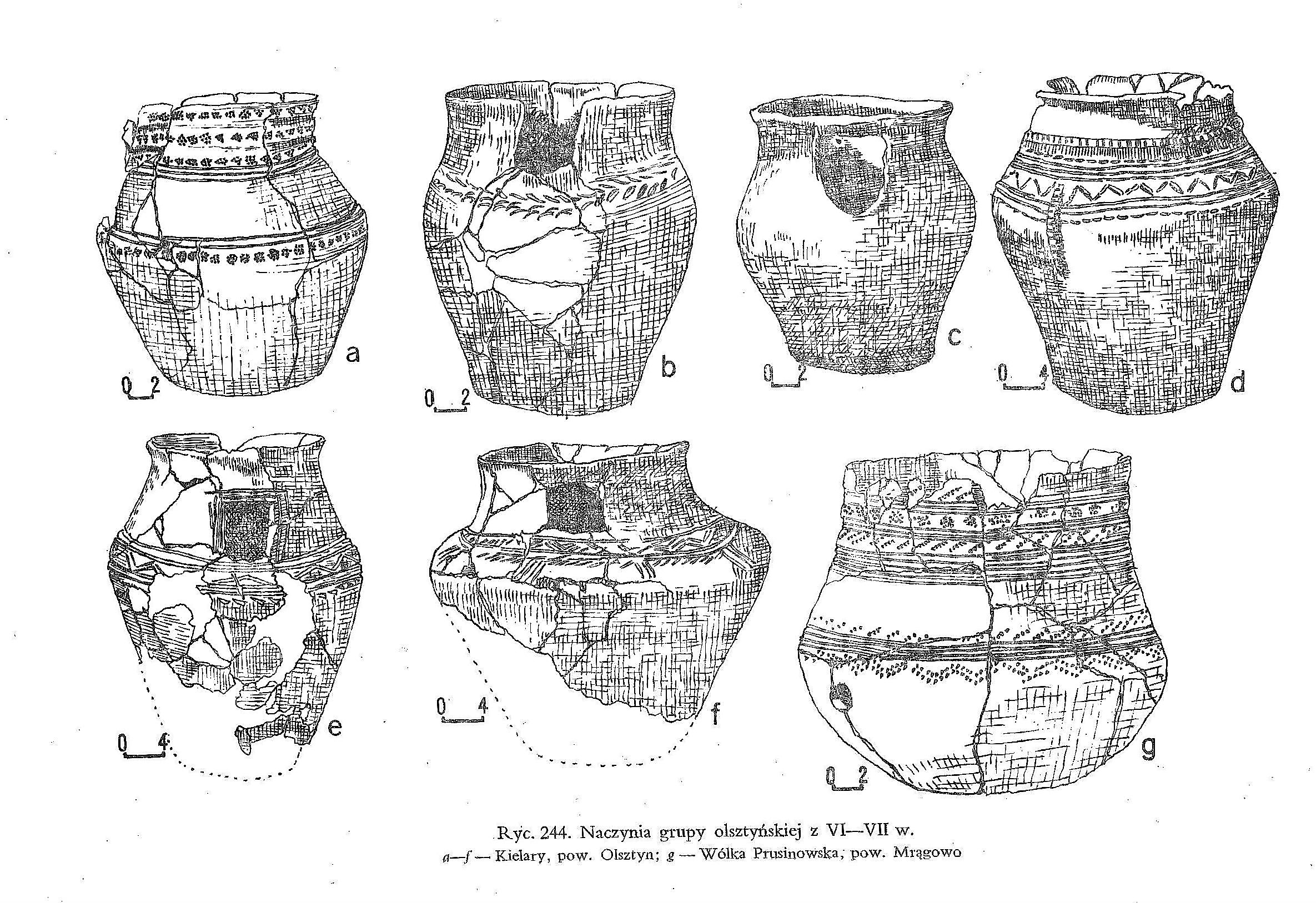
Keramikgefäße aus dem 6./7. Jahrhundert

Bereits vor dem Zweiten Weltkrieg entdeckte man bei Kellaren einen Begräbnisplatz aus dem frühen Mittelalter. Er wurde der Olsztyn-Kultur zugerechnet, die bis in das 5.–7. Jahrhundert zurückreicht. Es wurden auch Keramikstücke aus der gleichen Zeit gefunden.

## Ehemaliger Gutspark

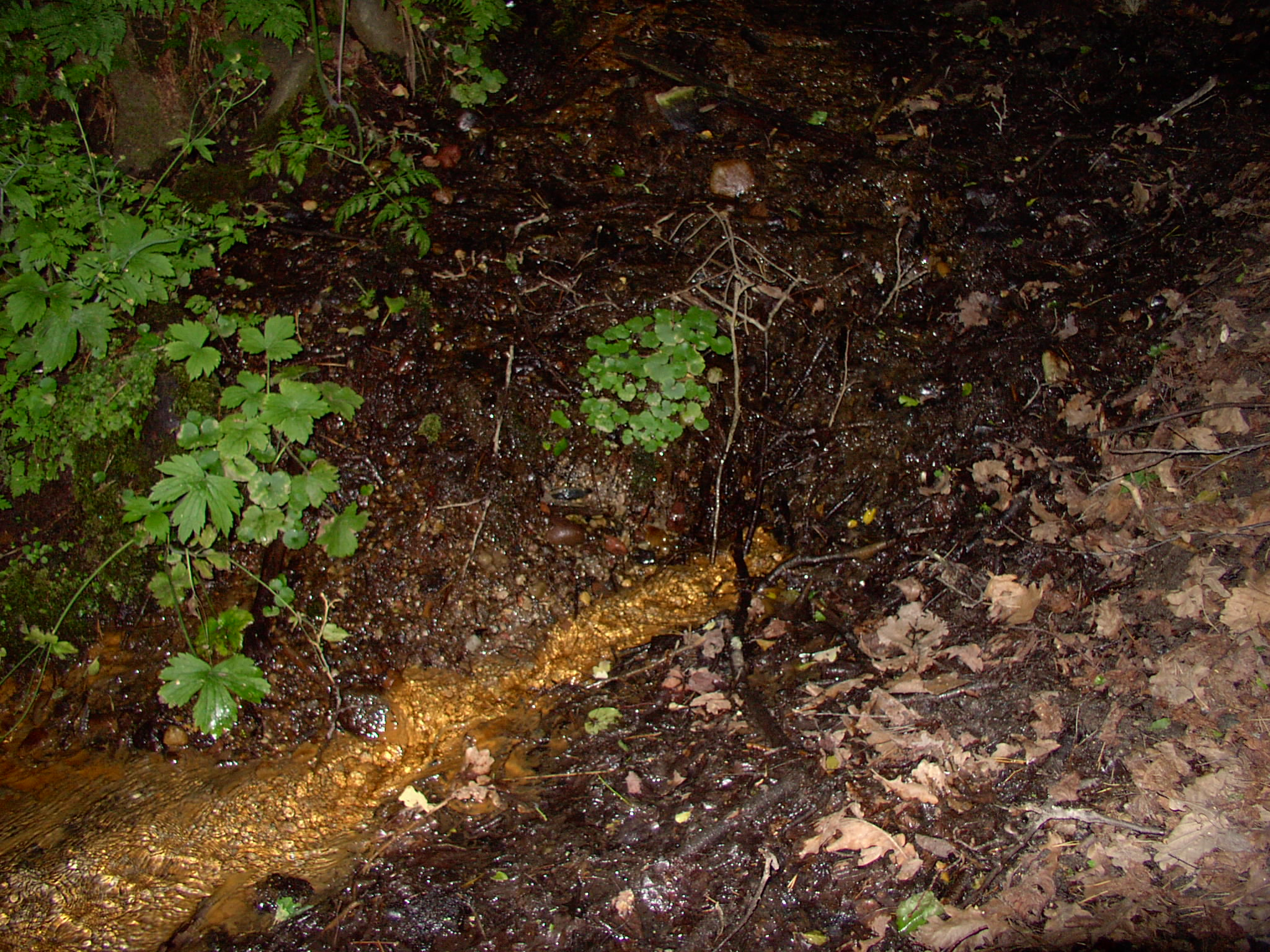
Quelle eines Baches am Gutspark

Der ehemalige Gutspark am Ostufer des Kellaren-Sees aus dem 18. Jahrhundert ist nur noch auf einer Teilfläche (0,25 Hektar) erhalten und sehr beschädigt. Immerhin haben seltene Baumarten – wenn auch nur in kleiner Zahl – überlebt, aber teilweise eben auch beschädigt. Acht solcher Baumarten kann man dort noch finden.
In unmittelbarer Nähe des Parks befindet sich die Quelle eines Baches, dessen Wasser zur Łyna (Alle) fließt.

## Verkehr
Die Ortsstelle von Kielary liegt an einer Nebenstraße, die von Bartążek (Klein Bertung) nach Ruś (Reußen) führt.